# Cho Kwi-jae
Cho Kwi-Jae (hangeul:조귀재, hanja:曺 貴裁, RR:Jo Gwijae, MCR:Cho Kwichae) est un footballeur sud-coréen né le 16 janvier 1969 à Kyoto. Il évoluait au poste de défenseur. Il est, depuis 2021 entraîneur du Kyoto Sanga.

## Parcours d'entraineur
- jan. 2012-2019 :  Shonan Bellmare
- 2021- :  Kyoto Sanga FC